# Alexandre Berthier (Kunstsammler)

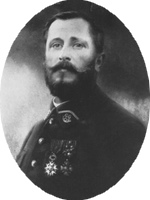
Alexandre Berthier de Wagram als Hauptmann der französischen Armee

Alexandre Louis Philippe Marie Berthier de Wagram (geboren am 20. Juli 1883 in Paris; gestorben am 30. Mai 1918 in Barenton-sur-Serre) war ein französischer Adliger, Soldat und Kunstsammler. Nach dem Tod seines Vaters trug er die Titel 4. Prince de Wagram und 3. Duc de Wagram. Seine umfangreiche Kunstsammlung umfasste Werke von der Renaissance bis zum Post-Impressionismus. Vergeblich versuchte er mit dem An- und Verkauf von Kunstwerken kurzfristig Gewinne zu erzielen, weshalb er von kritischen Autoren eher als Kunstspekulant betrachtet wird. Er starb als Soldat im Ersten Weltkrieg.

## Leben

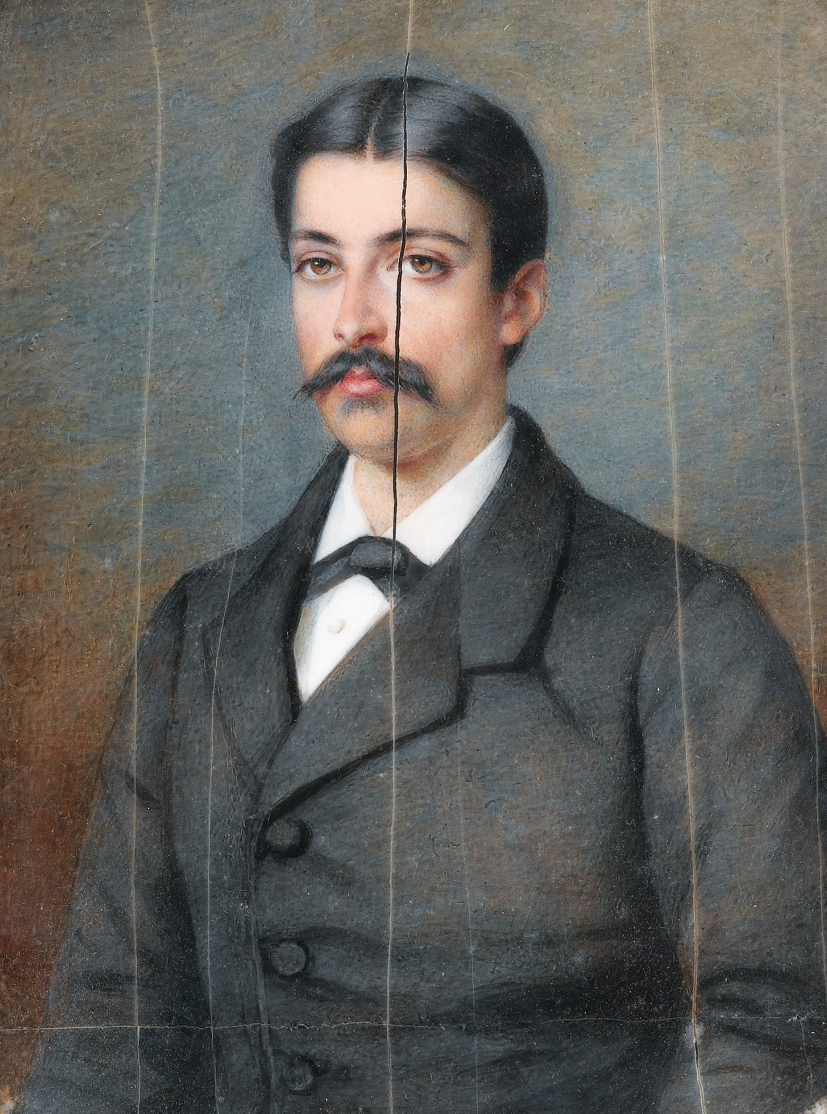
Der Vater: Alexandre Berthier, Herzog von Wagram (1836–1911)

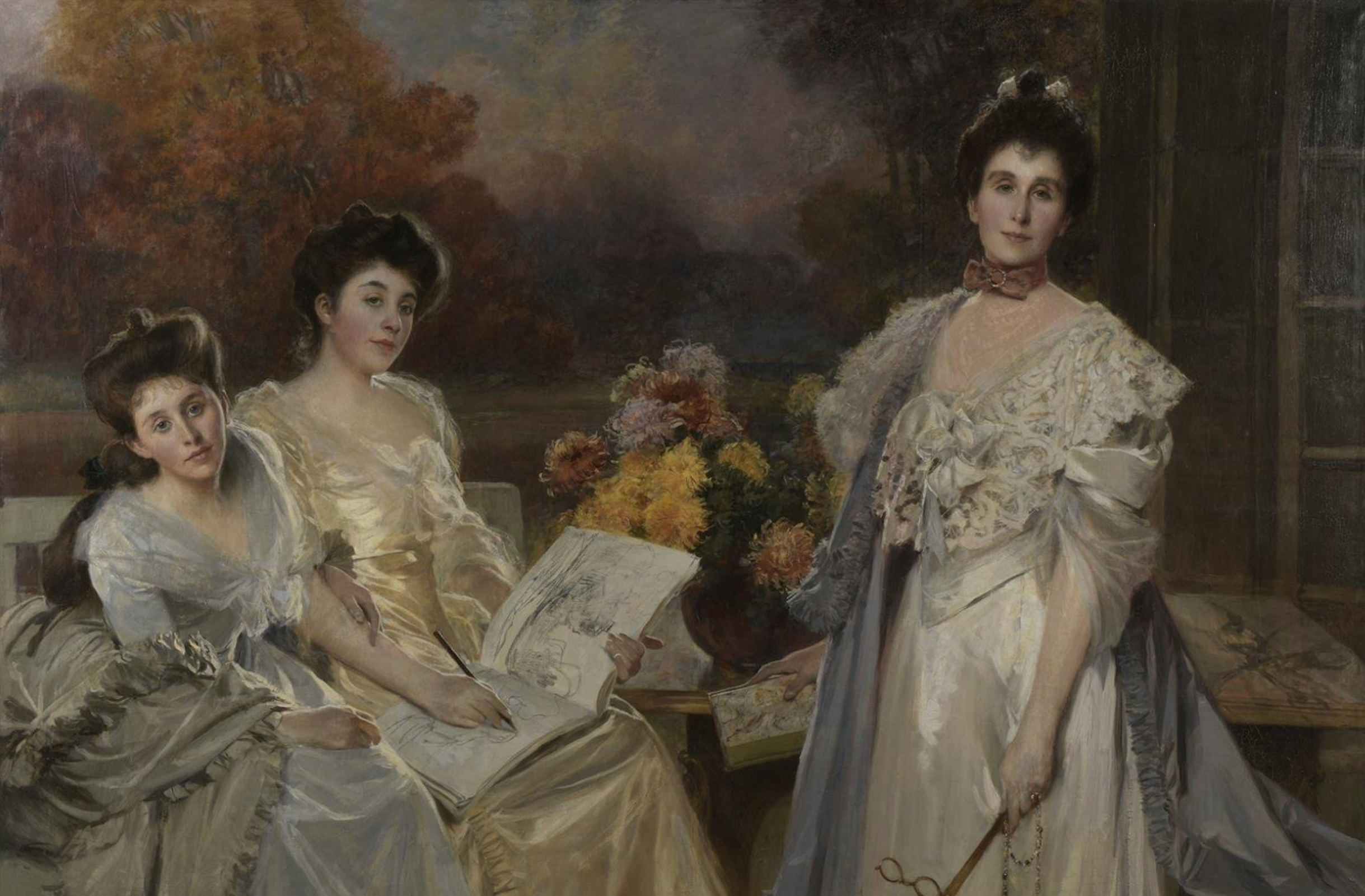
Die Mutter: Bertha von Rothschild, mit den beiden Schwestern

Alexandre Berthier kam 1883 in Paris zur Welt. Sein Vater war Louis Philippe Marie Alexandre Berthier, 3. Prince (Fürst) de Wagram (1836–1911) und 2. Duc (Herzog) de Wagram. Sein Urgroßvater Louis-Alexandre Berthier war von Napoleon Bonaparte zum Maréchal d’Empire ernannt und in den erblichen Fürstenstand erhoben worden. Seine Mutter Bertha Clara (1862–1903) war eine Tochter des Frankfurter Bankiers Mayer Carl von Rothschild. Als Princesse bzw. später Duchesse de Wagram spielte sie im Paris der Belle Epoque eine herausragende Rolle als Salonnière. Alexandre Berthier hatte zwei Schwestern: Elisabeth (1885–1960), die Joseph Prince de La Tour d’Auvergne-Lauraguais heiratete, und Marguerite (1887–1966), die Jean Victor Prince de Broglie ehelichte. Die wohlhabende Familie bewohnte das Château de Grosbois in Boissy-Saint-Léger und verfügte in Paris seit 1891 über ein Stadtpalais in der Avenue de l’Alma Nr. 15 (heute Avenue Georges V 13–15), das die Mutter durch den Architekten Stéphane Le Bègue erweitern ließ. Nach der schulischen Ausbildung besuchte Berthier die Militärschule Saint-Cyr. Anschließend war er als Soldat in Saint-Mihiel stationiert und stieg später bis zum Rang eines Hauptmanns auf.
Nach dem Tod seiner Mutter erbte der erst 21-jährige Berthier ein Millionenvermögen. Während der Vater fortan zurückgezogen auf den Familienlandsitz lebte, bewohnte Alexandre Berthier zunächst weiter das Pariser Stadthaus in der Avenue de l’Alma. Mit dem ererbten Vermögen begann Berthier in kurzer Zeit eine große Zahl von Kunstwerken zu kaufen. Diese Käufe fanden vor allem zwischen 1905 und 1908 statt. Dabei wurde er von dem Kunstgießer Adrien-Aurélien Hébrard (1865–1937) beraten, der für ihn teilweise Kunstkäufe tätigte und an dessen Geschäft sich Berthier 1906 beteiligte. Im Folgejahr wurde Berthier zudem Teilhaber der Galerie Bernheim-Jeune, zu dessen Kunden er zuvor bereits gehörte. Zu Berthiers weiteren Interessensgebieten gehörten Automobile. Beispielsweise besaß er einen Wagen vom Typ Delaunay-Belleville 40 HP, den er später bei der Kunsthandlung Bernheim-Jeune gegen Gemälde von Claude Monet und Paul Gauguin eintauschte. 1908 schloss sich Berthier mit seinem Mechaniker zusammen und investierte Kapital in die Fahrzeugwerkstatt Isler-Amblard. Nach einem Rechtsstreit mit dem Mitinhaber Amblard wurde das Unternehmen liquidiert. Anschließend eröffneten Berthier und der Geschäftspartner Isler die Werkstatt Longchamp, benannt nach dem Fahrer von Berthier.
1907 geriet Berthier vorübergehend in finanzielle Schwierigkeiten. Er hatte zuvor zahlreiche Erwerbungen auf Kredit finanziert und teilweise Ratenzahlungen vereinbart. Als er seinen Verpflichtungen nicht mehr nachkommen konnte, forderten seine Gläubigen – vor allem Kunsthändler – ihr Geld zurück. Die Auseinandersetzungen mit seinen Geschäftspartnern in der Kunsthandlung Bernheim-Jeune führten am 23. Dezember 1907 bis zu einer gerichtlichen Auseinandersetzung, die mit dem Freispruch Berthiers endete. Berthier musste 1908 ein Großteil seiner Kunstsammlung wieder verkaufen. Durch den frühen Weiterverkauf der Gemälde konnte er einen erhofften Gewinn aus der Wertsteigerung der Werke nicht realisieren. Stattdessen musste er nun teilweise Preise akzeptieren, die unter seinem Einkaufspreis lagen. Berthier bezog 1908 eine Wohnung am Quai d’Orsay Nr. 27, in der er bis zu seinem Tod als Junggeselle lebte. Er kaufte in der Folgezeit weiterhin Kunstwerke. Hierzu gehörten auch Arbeiten, die für die Wohnung seiner Geliebten Marie-Louise Salivas, genannt Madame Welson, in der Avenue du Parc Monceau Nr. 8 bestimmt waren. Aus der Beziehung mit Madame Welson entstammt die Tochter Monique Berthier de Wagram (1914–2000).
Am Ersten Weltkrieg nahm Berthier aktiv teil. Als Capitaine des 6. Reiterbataillons war er 1918 an der Schlacht an der Aisne beteiligt. Bei Barenton-sur-Serre erlitt er eine tödliche Verwundung durch eine Salve von Granaten, die von französischer Artillerie auf Condé-sur-Aisne abgefeuert wurden. Der im Alter von 35 Jahren Verstorbene erhielt danach die Ehrenbezeichnung Mort pour la France (Gestorben für Frankreich). Er wurde in der Begräbnisstätte der Familie im Park von Schloss Grosbois bestattet.
Nach Berthiers Tod veröffentlichte die Zeitung Le Temps angebliche Details aus dem Testament von Alexandre Berthier. Demnach sollte der Staat den Familiensitz Schloss Grosbois und Berthiers Kunstsammlung erben. Der Kunstkritiker André Salmon schrieb in seinen Lebenserinnerungen, dass Berthier beabsichtigt hatte, Schloss Grosbois in ein Museum zu verwandeln und dort seine Kunstsammlung zu zeigen. Salmon sei dort als Kurator vorgesehen gewesen. Tatsächlich erbten jedoch Berthiers Schwestern den Besitz des Verstorbenen. Sie verkauften 1920 das Palais in der Avenue George V an den spanischen Staat (seither ist es Residenz des Botschafters) sowie die restlichen 26 Gemälde der Sammlung Berthier 1929 an die Lefevre Gallery in London und die Galerie M Knoedler & Co in New York. Das Schloss wurde von der Familie in den 1960er Jahren veräußert.

### Berthier als Kunstsammler
Als Sammler erwarb Berthier zunächst Objekte des Kunsthandwerks. Hierzu gehörten Porzellanarbeiten der Manufaktur Royal Copenhagen sowie Jugendstilvasen von Émile Gallé und Henri Laurent-Desrousseaux. Hinzu kam der Kauf einiger älterer Gemälde von Malern wie El Greco und Francisco de Goya, von letzterem besaß er das Bildnis des Don Manuel Lapeña. Ende Dezember 1904 kaufte er kleine dekorative Skulpturen in der neueröffneten Galerie des Kunstgießers Adrien-Aurélien Hébrard (1865–1937). Dieser riet ihm in einem Brief vom 12. April 1905 zum Kauf von Bildern der Künstler Eugène Delacroix, Gustave Courbet, Jean-Baptiste Camille Corot, Gustave Moreau, Édouard Manet, Pierre-Auguste Renoir, Edgar Degas und Pierre Puvis de Chavannes, Claude Monet und Paul Gauguin. Vor allem bei Werken von Gauguin – so Hébrard – seien große Wertsteigerungen zu erwarten. Nach diesen Ratschlag erwarb Berthier allein zwischen März 1905 und März 1907 rund 400 Kunstwerke. Neben Arbeiten von den genannten Künstlern erstand er zudem weitere Werke von Künstlern der Schule von Barbizon, etwa von Théodore Rousseau, Jules Dupré und Constant Troyon und Bilder des Orientalismus, etwa von Eugène Fromentin und Alexandre-Gabriel Decamps. Hinzu kamen Gemälde des Impressionismus von Alfred Sisley und Camille Pissarro, des Post-Impressionismus, darunter Werke von Vincent van Gogh oder der Künstler der Fauves, etwa von Charles Camoin.
Die in kurzer Zeit und großer Anzahl getätigten Käufe hat verschiedene Autoren daran zweifeln lassen, ob Berthier aus Leidenschaft Kunst gesammelt habe, oder ob er eher als Kunstspekulant zu verorten sei. 1982 untersuchte Marie-José Salmon die Dokumente zur Familie Berthier in den französischen Nationalarchiven und fand heraus, dass den Ankäufen auch zahlreiche Verkäufe gegenüberstanden, was eher ungewöhnlich für einen Kunstliebhaber sei. Dem schloss sich Anne Distel an, die herausfand, dass Berthier wiederholt als Zwischenhändler agierte. Häufig seien die von Berthier gekauften Bilder zudem unbezahlt beim Verkäufer geblieben. Beispielsweise kaufte Berthier 1905 beim Kunsthändler Ambroise Vollard das Gemälde Der Zirkusclown von Pierre-Auguste Renoir, ohne hierfür je Geld bezahlt zu haben. Vor diesem Hintergrund bestanden Teile der Sammlung Berthier nur auf dem Papier. Um sofortige Zahlungen zu vermeiden, kaufte Berthier nie auf Auktionen. Stattdessen erwarb er die Bilder bei Kunsthändlern wie Bernheim-Jeune, Paul Cassirer, Paul Durand-Ruel, Eugène Druet, Henri Barbazanges und Georges Petit. Zudem erwarb er Bilder privat bei Eugène Donop de Monchy, dem Schwiegersohn des verstorbenen Sammlers Georges de Bellio. Da Werke in kurzer Folge gekauft und verkauft oder gegen andere Arbeiten getauscht wurden, lässt sich der genau Bestand der Sammlung Berthier kaum benennen.
Neben Kunsthändlern besuchte Berthier auch Ausstellungen mit zeitgenössischer Kunst. Darüber hinaus lernte er einige Künstler persönlich kennen. Davon zeugen mehrere Werke, die er bei ihnen in Auftrag gab. So fertigte Henry Cros für Berthier 1907 einen großen Neorenaissance-Kamin aus farbigem Glas mit dem Titel La Légende du feu an. Dem Künstler Rodo erteilte er den Auftrag für einen großen Kamin namens Le Poème du feu. Zudem erwarb er bei ihm die beiden Flachreliefs Adam und Eva und Melancholia. Bei Maurice Denis, Mitbegründer der Künstlergruppe Nabis, erteilte er 1911–1912 den Auftrag für ein großes Dekorationsstück mit dem Titel L’Âge d’or, das für die Innentreppe in der Wohnung von Berthiers Geliebter Madame Welson in der Avenue du Parc Monceau Nr. 8 bestimmt war. Insgesamt zeigte Berthier ein großes Interesse an Kunsthandwerk. So besaß er einen Schreibtisch von André-Charles Boulle und eine kostbare Uhr von Antoine Gaudron. Neben echten Antiquitäten erstand er ebenso exakten Nachbildungen von bekannten Objekten, etwa ein Chiffonnier nach dem Original von Jean-François Oeben und eine Kommode im Stil Louis-seize, die für das Schloss Saint-Cloud bestimmt war. Darüber hinaus kaufte er auch zeitgenössische Möbel, etwa einen Aufsatzschreibtisch Les Ombellules von Émile Gallé.
Welche Bilder Berthier zur Ausstattung seiner Wohnung auswählte, lässt sich nur lückenhaft nachvollziehen. Die Kunsthandlung Durand-Ruel lieferte 1908 zum Einzug in die neue Wohnung am Quai d’Orsay Nr. 27 Keramikarbeiten von Auguste Delaherche, drei Aquarelle von René Binet und fünfzehn Gemälde von Künstlern wie Courbet, Degas, Manet, Monet, Renoir, Puvis de Chavannes und Odilon Redon. Die meisten dieser Arbeiten blieben weniger als ein Jahr in der Wohnung, da Berthier die Bilder oft austauschte, wie sich seine Cousine Élisabeth de Gramont erinnerte. Nur das Gemälde Mère Grégoire (Mutter Grégoire) von Gustave Courbet behielt Berthier länger, wie die im April 1914 von Durand-Ruel angelegte Inventarliste von Berthiers Wohnung zeigt. Diese Liste enthält insgesamt 30 Kunstwerke, darunter allein 16 Gemälde und eine Kreidezeichnung von Renoir. Hinzu kamen je ein Bild von Eugène Carrière und Alfred Sisley, sowie je zwei Werke von Pierre Puvis de Chavannes, Jean-Baptiste Perronneau, Gustave Courbet und Vincent van Gogh. Zu dieser Zeit schmückten auch drei Gemälde von Claude Monet die Wände von Berthiers Apartment: Eisbruch, Kathedrale von Rouen und Nebliger Vormittag auf der Seine.

Werke der Sammlung Berthier (Auswahl)
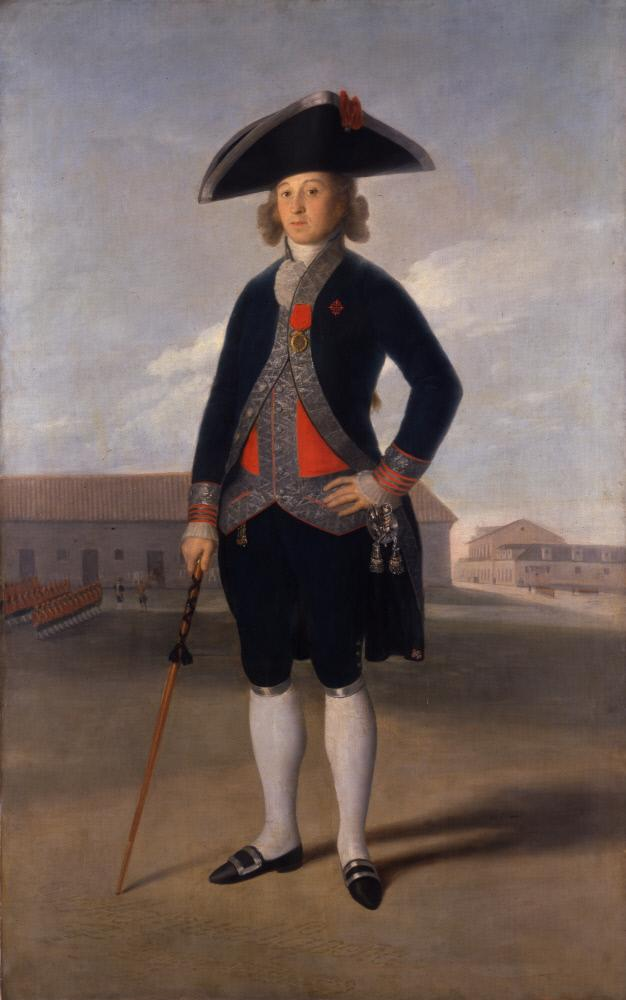
Francisco de Goya: Bildnis Don Manuel Lapeña, 1799, Hispanic Society of America, New York
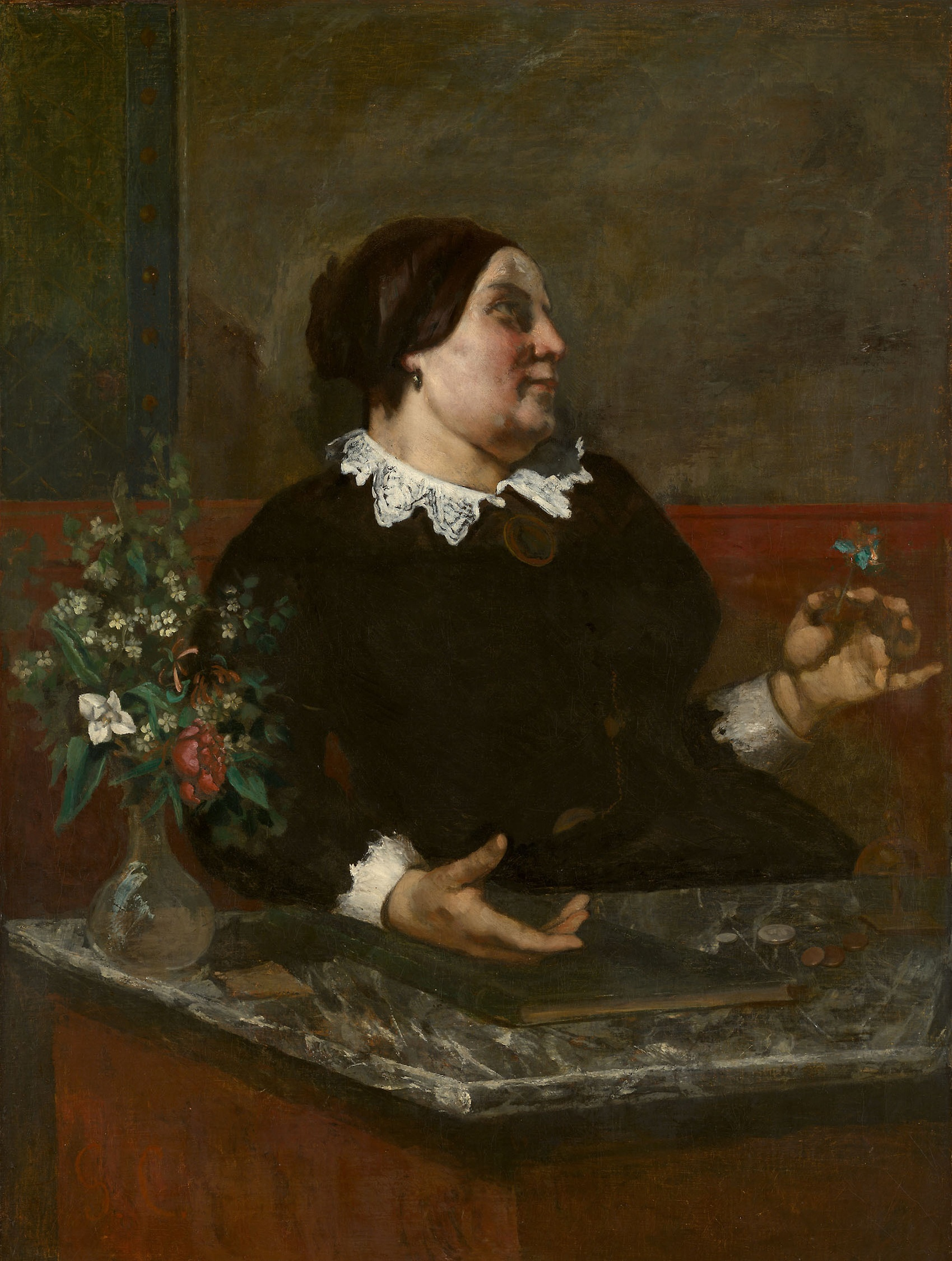
Gustave Courbet: Mère Grégoire, 1855–1859, Art Institute of Chicago
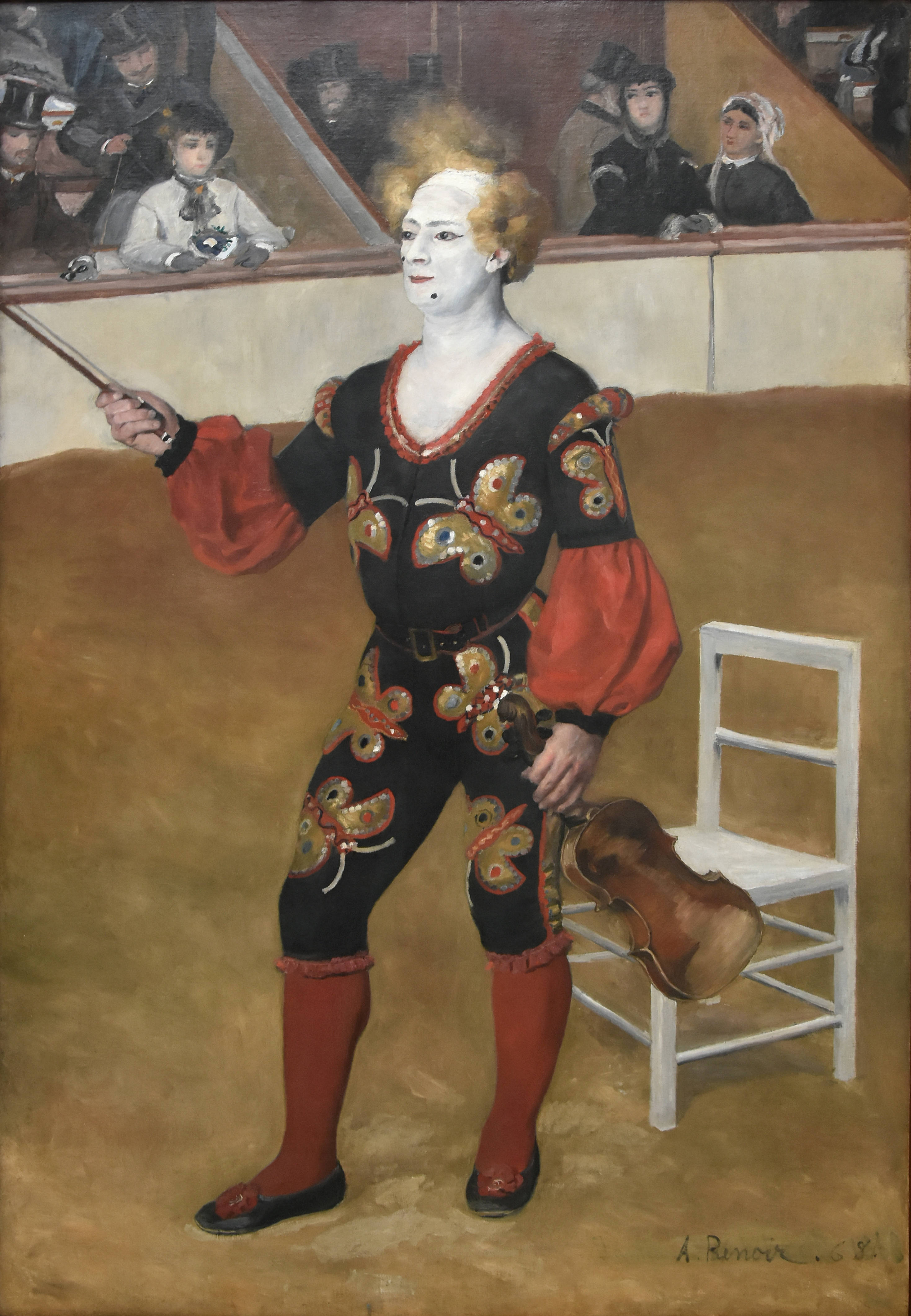
Pierre-Auguste Renoir: Der Zirkusclown, 1868, Kröller-Müller Museum, Otterlo
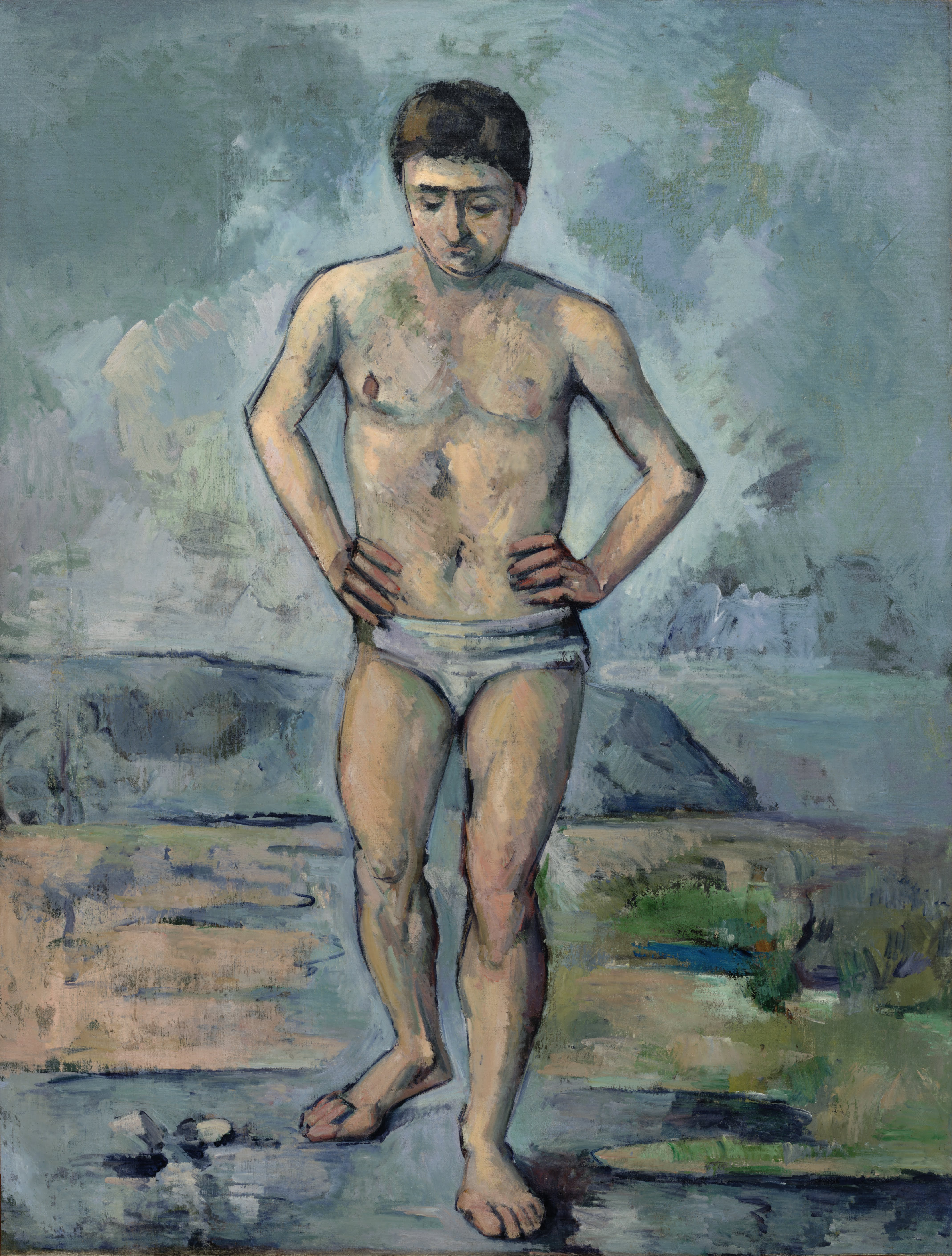
Paul Cézanne: Badender, 1885, Museum of Modern Art, New York
Vincent van Gogh: Der rote Weinberg, 1888, Puschkin-Museum, Moskau
Paul Gauguin: Eu haere ia oe, 1893, Eremitage, Sankt Petersburg
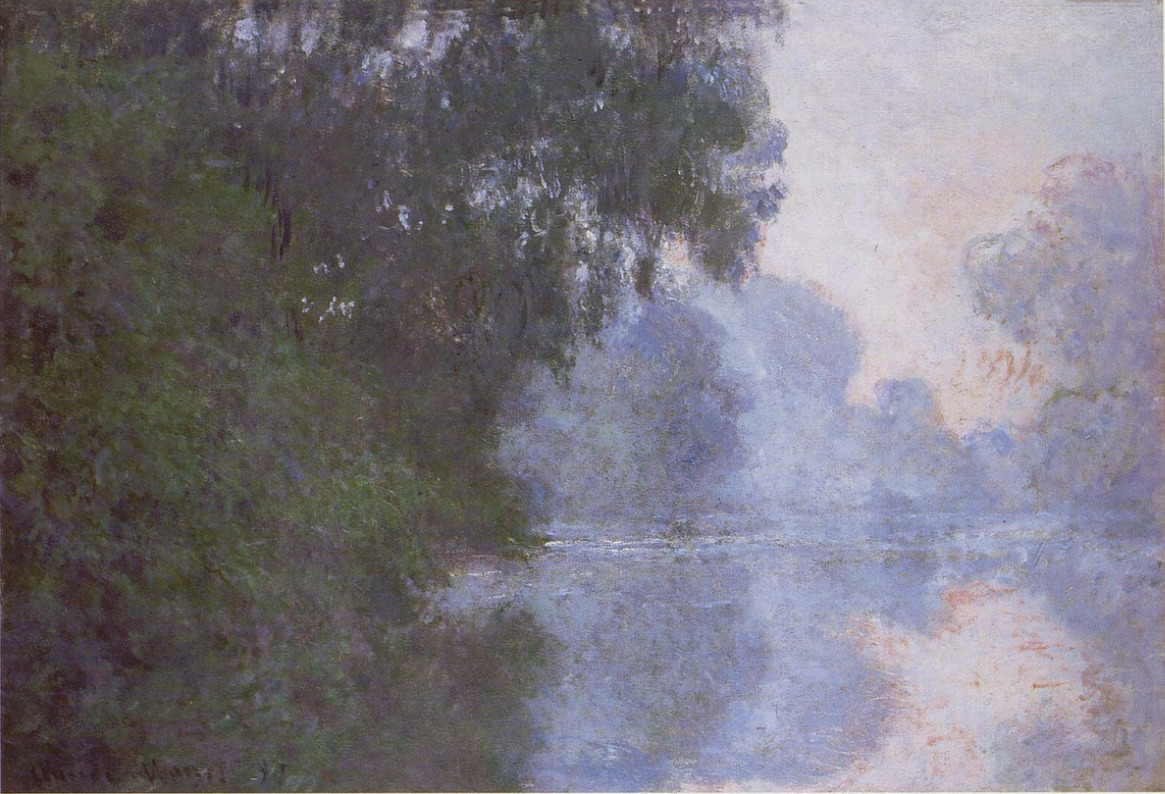
Claude Monet: Nebliger Vormittag auf der Seine, 1897, Privatsammlung
Edgar Degas: Zwei Tänzerinnen, um 1898, Nationalmuseum, Stockholm

### Berthier als literarische Figur bei Proust
Alexandre Berthier diente als Vorlage für eine Figur im mehrteiligen Roman Auf der Suche nach der verlorenen Zeit von Marcel Proust. Im Band  Le Côté des Guermantes erwähnt der Autor einen jungen Prinzen, der impressionistische Gemälde sammele und Autofahrer sei, wodurch sich deutliche biografische Übereinstimmungen mit Berthier ergeben. Auch Berthiers Mutter, die Duchesse de Wagram, wird bereits im ersten Band der Romanfolge leicht verfremdet als Princesse de Iéna erwähnt; auf einem Ball der Mutter hatte Proust 1893 erstmals die Gräfin Greffulhe gesehen, eine Tochter des Fürsten von Chimay, die ihm später als Vorbild für die Herzogin von Guermantes diente. Proust schildert seine „Herzogin“ als eine typisch ultra-legitimistische Nachfahrin des Französischen Adels des Ancien Régime, die ihre Rivalen nicht etwa in Revolutionären oder Republikanern sieht (mit denen man ohnehin nicht verkehrt), sondern in der Noblesse d’Empire der Napoleonischen Zeit; sie darf daher keinesfalls gemeinsam mit der Prinzessin Mathilde Bonaparte eingeladen werden. Als ihr Mann die „Prinzessin von Iéna“ besucht, weigert sie sich, mitzugehen (abgesehen davon, dass sie ihren Mann verdächtigt, mit „der Iéna“ eines seiner zahlreichen Verhältnisse zu unterhalten), da sie „diese Leute“ nicht kenne, die „den Namen einer Brücke tragen“. Hier überzeichnet Proust vielleicht ein wenig, da er die Gräfin Greffulhe schließlich bei der Herzogin von Wagram erlebt hatte, welche tatsächlich den Namen einer Avenue und einer Métro-Station – Wagram (Métro Paris) – trug (die nach der Schlacht bei Wagram benannt sind). Doch Proust selbst hatte den aristokratischen Hochmut eines alt-adligen Freundes erlebt, dem er stolz von seiner Einladung zum Ball der Herzogin von Wagram berichtete, als dieser antwortete: „Ach, Sie gehen zum bal Wagram?“ Dies war ein kommerzieller Ball im Etablissement Salle Wagram an der Avenue Wagram, zu dem Angehörige der unteren Klassen wie Kutscher und Dienstmädchen gingen.